# Christoph Kramer
Christoph Kramer (* 19. února 1991, Solingen, Německo) je německý fotbalový záložník a reprezentant, v současnosti působí v německém klubu Borussia Mönchengladbach. Mistr světa z roku 2014.

## Reprezentační kariéra
Christoph Kramer reprezentoval Německo v mládežnických kategoriích U19, U20.
V A-týmu Německa debutoval 13. května 2014 pod trenérem Joachimem Löwem v přátelském utkání s Polskem (remíza 0:0). Nastoupil v základní sestavě a odehrál kompletní střetnutí.

### Mistrovství světa 2014
Trenér Joachim Löw jej vzal na Mistrovství světa 2014 v Brazílii. Němci postoupili ze základní skupiny G se 7 body z prvního místa po výhře 4:0 s Portugalskem, remíze 2:2 s Ghanou a výhrou 1:0 s USA. V osmifinále Němci vyřadili Alžírsko po výsledku 2:1 po prodloužení a ve čtvrtfinále Francii 1:0. Kramer nastoupil poprvé na šampionátu v nastaveném čase do zápasu s Francií, střídal Kroose. S týmem získal zlaté medaile po finálové výhře 1:0 proti Argentině. V tomto duelu nastoupil v základní sestavě, ale v 18. minutě po střetu s argentinským obráncem utrpěl otřes mozku a záhy musel střídat.